# Apnenke
Apnenke (znanstveno ime Trichaptum) so rod gliv iz družine usnjark (Hymenochaetaceae).

## Značilnosti
Gobe so poličaste ali skorjaste oblike. Imajo luknjičasto ali lističasto trosovnico, ki je v mladosti škrlatne barve, kasneje pa porjavi.
Hifni sistem dimitičen ali trimitičen, kar pomeni, da je sestavljen vsaj iz generativnih hif, ki imajo z micelijske zaponkame in skeletnih hif z debelimi stenami. Cistide v trosovnici imajo vrhove obložene z kristalčki. Trosi so valjasti ali klobasasti, gladki, s tankimi stenami, prosojni in neamiloidni. Rastejo na lesu listavcev ali iglavcev in povzročajo belo trohnobo lesa.

## Seznam apnenk Slovenije[3]
- jelkova apnenka (Trichaptum abietinum)
- papirasta apnenka (Trichaptum biforme), po novem (Pallidohirschioporus biformis)
- rjavovijolična apnenka (Trichaptum fuscoviolaceum)
- lističasta apnenka (Trichaptum laricinum)